# USSI：勇者無畏
《USSI：勇者無畏》（英語：USS Indianapolis: Men of Courage）是一部2016年美國戰爭災難片，由馬力歐·范畢柏斯執導，尼可拉斯·凱吉主演。
該片於2016年8月24日在菲律賓首映，後於2016年10月14日在美國以VOD的方式發行，並於老兵节週末期間在部分戲院有限上映。

## 劇情
第二次世界大戰将结束，1945年7月30日一艘美國海軍艦艇印第安納波利斯號在菲律賓海遭日本伊號第五十八潛艦擊沉，使890名船員滯留在鯊魚出沒的水域之中。最終只有316人倖免遇難，使之成為美軍歷史上單一船隻沉沒死亡人數最多的慘劇。

## 演員
- 尼可拉斯·凱吉 飾 查爾斯·B·麥克維三世（英语：Charles B. McVay III）上校
- 湯姆·塞茲摩爾 飾 麥克沃特士官長（Chief Petty Officer McWhorter）
- 托马斯·简 飾 阿德里安·馬克斯（英语：Adrian Marks）上尉
- 詹姆士·雷瑪 飾 威廉·S·帕內爾少將（Admiral William S. Parnell）
- 馬特·蘭特爾 飾 布萊恩·「巴馬」·史密斯威克士官長（Chief Petty Officer Brian "Bama" Smithwick）
- 布萊恩·普萊斯列（英语：Brian Presley） 飾 威克斯曼（Waxman）
- 寇帝·沃克（英语：Cody Walker (actor)） 飾 西區海軍下士
- 竹内豊 飾 橋本以行指揮官
- 曼德拉·范畢柏斯（英语：Mandela Van Peebles） 飾 西奧多（Theodore）
- 麥斯·萊恩（英语：Max Ryan） 飾 威布爾·「切克」·格溫中尉（Lt. Wilbur "Chuck" Gwinn）
- 艾蜜莉·田納特（英语：Emily Tennant） 飾 克拉拉（Clara）

## 迴響
該片於爛番茄根據12條評論而持有17%的新鮮度，平均評分為3.4 / 10。而在Metacritic上僅獲得30分，負評居多。

## 外部連結
- 互联网电影数据库（IMDb）上《USSI：勇者無畏》的资料（英文）
- 爛番茄上《USSI：勇者無畏》的資料（英文）